# 大沼 (春日部市)
大沼（おおぬま）は、埼玉県春日部市の町名。現行行政地名は大沼一丁目から大沼七丁目。住居表示未実施地区。郵便番号は344-0038。

## 地理
埼玉県の東部地域で、春日部市の中央部に位置する。地区の東側で南、南側で一ノ割、西側で谷原新田や豊町、北側で谷原や中央と隣接する。地区の中央を安之堀川が、東端を会之堀川が流れる。地区内は市街化区域で、主に第一種中高層住居専用地域で、主な通り沿いは第一種住居地域や第二種住居地域に指定された住宅地となっている。また、市や県の公共施設が多く立地する。

### 地価
住宅地の地価は、2024年（令和6年）の公示地価によれば、大沼2丁目71番地70の地点で11万3,000円//m2となっている。

## 歴史
- 1981年（昭和56年）1月17日 - 西部第六土地区画整理事業の完成により換地処分を実施[8]、大字谷原新田、大字一ノ割、大字粕壁の各一部より大沼一丁目〜七丁目が成立する[9]。
- 1983年（昭和58年）1月 - 地内に市民武道館が開館する[10]。
- 2005年（平成17年）10月1日 - 春日部市が北葛飾郡庄和町と合併し、新たな春日部市が発足、同市の町丁となる。

## 世帯数と人口
2024年（令和6年）1月1日現在の世帯数と人口は以下の通りである
| 丁目       | 世帯数    | 人口    |
| ---------- | --------- | ------- |
| 大沼一丁目 | 330世帯   | 719人   |
| 大沼二丁目 | 362世帯   | 740人   |
| 大沼三丁目 | 625世帯   | 1,358人 |
| 大沼四丁目 | 835世帯   | 2,174人 |
| 大沼五丁目 | 580世帯   | 1,254人 |
| 大沼六丁目 | 443世帯   | 978人   |
| 大沼七丁目 | 161世帯   | 353人   |
| 合計       | 1,824世帯 | 7,576人 |

## 小・中学校の学区
市立小・中学校に通う場合、学区は以下の通りとなる。
| 町目       | 番地                          | 小学校               | 中学校               | 備考                             |
| ---------- | ----------------------------- | -------------------- | -------------------- | -------------------------------- |
| 大沼一丁目 | 全域                          | 春日部市立立野小学校 | 春日部市立大増中学校 |                                  |
| 大沼二丁目 | 全域                          | 春日部市立立野小学校 | 春日部市立大沼中学校 | 春日部市大増中学校への通学も可能 |
| 大沼三丁目 | 全域                          | 春日部市立上沖小学校 | 春日部市立大沼中学校 |                                  |
| 大沼四丁目 | 全域                          | 春日部市立上沖小学校 | 春日部市立大沼中学校 |                                  |
| 大沼五丁目 | 全域                          | 春日部市立上沖小学校 | 春日部市立大沼中学校 |                                  |
| 大沼六丁目 | 全域                          | 春日部市立上沖小学校 | 春日部市立大沼中学校 |                                  |
| 大沼七丁目 | 12番地                        | 春日部市立立野小学校 | 春日部市立大沼中学校 |                                  |
| 大沼七丁目 | 1番地〜11番地、13番地〜71番地 | 春日部市立立野小学校 | 春日部市大増中学校   |                                  |

## 交通
地内に鉄道は敷設されていない。最寄り駅は東武鉄道伊勢崎線（東武スカイツリーライン）春日部駅で、大沼2丁目71番地70の地点からおよそ1,700 m離れている。

### 道路
地内に国道、および主要地方道・一般県道は通っていない。
- 市道武里内牧線
- ユリノキ通り
- 西口大沼線（ふじ通り[12]）

### バス
朝日自動車杉戸営業所
地内に「大沼三丁目」・「大沼六丁目」・「大沼五丁目西」停留所（系統番号：KB11）、および「地方庁舎前」・「大沼公園」・「防災センター前」・「大沼記念館前」停留所（系統番号：KB21-KB24）が設置されている。
春日部市コミュニティバス「春バス」
- 武里駅〜豊春駅ルート
地内に「大沼五丁目」停留所が設置されている[14]。

## 施設
一丁目
- 埼玉県春日部地方庁舎
- 大沼第二公園
- 春日部警察署

二丁目
- 春日部税務署
- 春日部市立市民武道館
- 松栄学園高等学校春日部本校
- 藤の台自治会館

三丁目
- 春日部大沼郵便局
- 大沼第三公園

四丁目
- 第六区画整理記念館
- 浄土真宗 福浄寺
- 大沼第四公園
- ロシュパルク - 街区公園[15]
- 四季の彩公園

五丁目
- 春日部市立上沖小学校
- 一ノ割区画整理記念館（五丁目139番地）
- 大沼第五公園

六丁目
- 春日部市立大沼中学校
- 県営春日部大沼団地
  - 大沼団地集会所
- 大沼第六公園

七丁目
- 大沼運動公園 - 1967年（昭和42年）5月野球場を備えた大沼運動公園グラウンド[10]として完成
  - 陸上競技場 - 1971年（昭和46年）竣工
  - 市民体育館 - 1973年（昭和48年）11月竣工[10]
  - 市民プール - 廃止。跡地には芝生広場がある。
- 大沼区画整理記念館
- 香取神社
- 浄法庵